# ستانلي روبرت ميتشيل
ستانلي روبرت ميتشيل (بالإنجليزية: Stanley Robert Mitchell)‏ هو مهندس أسترالي، ولد في 12 فبراير 1881، وتوفي في 22 مارس 1963.